# Synagoga w Pradze-Michli
Synagoga w Pradze-Michli (cz. Synagoga v Michli) – synagoga znajdująca się w Pradze, stolicy Czech, w dzielnicy Michle, przy ulicy U michelského mlýna 27.
Synagoga została zbudowana zapewne w pierwszej połowie XVIII wieku. Została przebudowana w drugiej połowie XIX wieku. W latach 1975–1990 została przebudowana na świątynię Czechosłowackiego Kościoła Husyckiego.